# Ichthyscopus barbatus
Ichthyscopus barbatus är en fiskart som beskrevs av Mees, 1960. Ichthyscopus barbatus ingår i släktet Ichthyscopus och familjen Uranoscopidae. Inga underarter finns listade i Catalogue of Life.